# Kim Tai-chung
Kim Tai-chung, aussi connu sous les noms de Kim Tai-jong, Tae-jeong Kim ou Tong Lung (唐龍; nom de scène chinois) est un acteur sud-coréen né 5 juin 1957 et mort le 27 août 2011 . Il est surtout connu pour avoir joué dans Le Jeu de la mort et Le Jeu de la mort 2, où il complétait des scènes manquantes de Bruce Lee. Il était maître en taekwondo. 

## Biographie
En 1977, Kim fait ses débuts dans le cinéma hong-kongais avec Snuff Bottle Connection (en), aux côtés de Hwang Jang-lee et Roy Horan. Et en 1978, il double Bruce Lee, à la suite de la mort de ce dernier, dans le Le Jeu de la mort, avec Yuen Biao (qui fit les acrobaties et cascades). Kim doubla si bien Bruce Lee que des producteurs continueront à l'utiliser dans ce rôle des années plus tard. 
En 1981, Kim reprend le rôle de Bobby Lo dans le film Le Jeu de la mort 2, encore une fois aux côtés de Hwang Jang-lee et Roy Horan, mais aussi To Wai-wo et Lee Hoi-san. 
Après ce film, Kim retourne en Corée du Sud et joue dans Miss, Please Be Patient (en) en 1981 et surtout joue Maître Bruce en 1982 dans le film Jackie and Bruce to the Rescue (en) (connu également sous le nom de Fist of Death) avec Lee Siu-ming, qui lui tient le rôle de Jackie Chan. 
En juin 1985, le producteur de cinéma chinois Ng See-Yuen, dans son unique incursion dans le cinéma américain, le prend pour jouer le fantôme de Bruce Lee dans le film Karaté Tiger : Le Tigre Rouge (No Retreat, No Surrender en version originale), qui marque également le début de la carrière de Jean-Claude Van Damme. 
Kim Tai Chung retourne dans son pays pour prendre sa retraite cinématographique à 29 ans et commencer une carrière d'homme d'affaires. 
En 2008, Kim Tai Chung fait une apparition publique en Corée dans le cadre d'une projection de Miss, Please Be Patient, le film dont il tenait le premier rôle en 1981.
Le 27 août 2011, Kim Tai Chung décède à la suite d'une hémorragie gastro-intestinale à l'âge de 54 ans à Séoul.

## Filmographie
Films
- 1977 : Snuff Bottle Connection (1977)
- 1978 : Le Jeu de la mort : doublure de Billy Lo
- 1981 : Le Jeu de la mort 2 : Bobby Lo (il est mentionné sous le nom de Tong Lung au générique) et doublure de Billy Lo
- 1981 : Miss, Please Be Patient
- 1982 : Jackie vs. Bruce to the Rescue
- 1985 : Le Tigre rouge : le fantôme de Bruce Lee

### Documentaire
- Bruce Lee, the Man and the Legend (en) (1984)